# Геотехнология
Геотехнология (подземная, открытая и строительная) — наука, изучающая способы и процессы освоения недр, создающая теоретические основы и инженерные решения эффективной, экономически и экологически целесообразной разработки месторождений, строительства и эксплуатации горнодобывающих и других подземных сооружений, а также промышленных зданий в разнообразных инженерно-геологических условиях. Иногда под геотехнологией понимают скважинные методы добывания полезных ископаемых.

## Общие сведения
В понятии геотехнологии по современным представлениям обобщаются направления добывания полезных ископаемых открытым и подземным способом, а также подземное строительство: «Группа горных наук изучающих технологические процессы, технические средства, технологии, способы и горные
объекты, позволяющие извлечь георесурсы из недр или использовать их например, в виде подземных полостей».
Скважинные методы добычи все чаще относят к «Физико-химической геотехнологии».

## Предмет изучения
Горно-геологические и горнотехнические условия и характеристики месторождений твердых полезных ископаемых, способы вскрытия и методов доступа к георесурсам. Исследование и оптимизация параметров физико-технических, физико-химических и строительных технологий. Создание и научное обоснование технологии разработки природных и техногенных месторождений твердых полезных ископаемых. Разработка технологических способов управления качеством продукции горного предприятия и методов повышения полноты извлечения запасов недр. Разработка и научное обоснование критериев и технологических требований для создания новой горной техники и оборудования.
Разработка теоретических положений и технических решений по использованию подземного пространства. Изучение процессов взаимодействия инженерных конструкций с породными массивами и устойчивости горных выработок, разработка и научное обоснование способов строительства подземных сооружений, их восстановления. Научное обоснование параметров горнотехнических сооружений и разработка методов их расчета.
Разработка и исследование методов и способов подготовки массива горных пород при освоении георесурсов. Разработка научных и методических основ исследования процессов изменения строительных свойств грунтов, подвергающихся физико-техническому, физико-химическому и строительно-технологическому воздействию, а также целенаправленного преобразования и улучшения их строительных свойств. Разработка, научное обоснование и экспериментальная проверка геотехнологий, или их элементов, применительно к различным классам строительства, а также целенаправленному изменению строительных свойств грунтов.

## Основные направления
Геотехнология включает в себя три основных направления исследований: это подземная, открытая и строительная геотехнологии, отличающиеся как по применяемым системам вскрытия и разработки подземного пространства, так и по средствам извлечения горной массы.